# 54-й Конгресс США
Пятьдеся́т четвёртый Конгре́сс США — заседание Конгресса США, действовавшее в Вашингтоне с 4 марта 1895 года по 4 марта 1897 года в период последних двух лет второго срока президентства Гровера Кливленда. Обе палаты, состоящие из Сената и Палаты представителей, имели республиканское большинство. Распределение мест в Палате представителей было основано на одиннадцатой переписи населения Соединённых Штатов в 1890 году.

## Важные события
- 4 января 1896 года — принятие Юты в состав США в качестве 45-го штата

## Ключевые законы
- Закон о нефтепроводе (1896);
- Закон о бракованных орудиях (1896);
- Закон о комиссарах Соединённых Штатов (1896);
- Закон о правах замужних женщин (округ Колумбия) (1896);
- Закон о сыре с начинкой (1896);
- Закон о запасных резервуарах (1897);
- Закон об импорте чая (1897)

## Членство

### Сенат
| Период | Всего | Вакантно | Партии                 | Партии                 | Партии          | Партии            | Партии |
| Период | Всего | Вакантно | Республиканская партия | Демократическая партия | Народная партия | Серебряная партия |        |
| ------ | ----- | -------- | ---------------------- | ---------------------- | --------------- | ----------------- | ------ |
| Начало | 87    | 1        | 42                     | 39                     | 4               | 2                 |        |
| Конец  | 90    | 0        | 44                     | 40                     | 4               | 2                 |        |

### Палата представителей
| Период | Всего | Вакантно | Партии                 | Партии                 | Партии          | Партии            | Партии |
| Период | Всего | Вакантно | Республиканская партия | Демократическая партия | Народная партия | Серебряная партия |        |
| ------ | ----- | -------- | ---------------------- | ---------------------- | --------------- | ----------------- | ------ |
| Начало | 352   | 4        | 240                    | 104                    | 7               | 1                 |        |
| Конец  | 356   | 1        | 252                    | 94                     | 9               | 1                 |        |